# Glamoč
Glamoč (v cyrilici Гламоч) je město a opčina v jihozápadní Bosně a Hercegovině v Kantonu 10.

## Historie
Oblast Glamoče je osídlená už od neolitu. Během pozdní doby bronzové přišel na zdejší území indo-evropský národ Ilyrů, konkrétně kmen Dalmátů. Během doby římské byla oblast součástí římské provincie Dalmácie. 6 km od současného města Glamoč se nacházelo římské osídlení Salvium.

## Rodáci
- Zdravko Tolimir (1948-2016), bosenskosrbský generál

## Sídla v opčině
• Babića Brdo
• Biličić
• Crni Vrh
• Ćirići
• Ćoslije
• Dolac
• Dragnjić
• Dubrave
• Đuličan
• Glamoč
• Glavica
• Halapić
• Hasanbegovci
• Hasići
• Hotkovci
• Hozići
• Hrbine
• Isakovci
• Jakir
• Kamen
• Karajzovci
• Karlovac
• Kopić
• Korićna
• Kovačevci
• Krasinac
• Malkočevci
• Malo Selo
• Maslina Strana
• Mladeškovci
• Odžak
• Opačić
• Perduhovo Selo
• Petrovo Vrelo
• Podglavica
• Podgradina
• Podgreda
• Potkraj
• Popovići
• Pribelja
• Prijani
• Radaslije
• Rajićke
• Reljino Selo
• Rore
• Rudine
• Skucani
• Staro Selo
• Stekerovci
• Šumnjaci
• Vagan
• Vidimlije
• Vrba
• Zaglavica
• Zajaruga

### Etnické složení
<div class="transborder" style="position:absolute;width:100px;line-height:0;
Složení obyvatel dle sčítání 2013
|            | 2013.          | 1991.          | 1981.          | 1971.          | 1961.          |
| Celkem     | 1 885 (100,0%) | 4 256 (100,0%) | 3 777 (100,0%) | 2 597 (100,0%) | 1 626 (100,0%) |
| Chorvati   | 762 (40,42%)   | 43 (1,010%)    | 52 (1,377%)    | 85 (3,273%)    | 65 (3,998%)    |
| Srbové     | 556 (29,50%)   | 3 254 (76,46%) | 2 686 (71,11%) | 1 701 (65,50%) | 846 (52,03%)   |
| Bosňáci    | 549 (29,12%)   | 852 (20,02%)   | 809 (21,42%)   | 758 (29,19%)   | 450 (27,68%)   |
| Ostatní    | 18 (0,955%)    | 16 (0,376%)    | 9 (0,238%)     | 15 (0,578%)    | 4 (0,246%)     |
| Jugoslávci |                | 91 (2,138%)    | 213 (5,639%)   | 23 (0,886%)    | 251 (15,44%)   |
| Černohorci |                |                | 4 (0,106%)     | 5 (0,193%)     | 6 (0,369%)     |
| Albánci    |                |                | 3 (0,079%)     | 9 (0,347%)     | 2 (0,123%)     |
| Makedonci  |                |                | 1 (0,026%)     | 1 (0,039%)     | 1 (0,062%)     |
| Slovinci   |                |                |                |                | 1 (0,062%)     |